# Episodi di Curb Your Enthusiasm (prima stagione)
La prima stagione della serie televisiva Curb Your Enthusiasm è stata trasmessa in prima visione negli Stati Uniti dal 15 ottobre al 17 dicembre 2000 su HBO.
In Italia la stagione è andata in onda dal 16 febbraio 2005 su Jimmy.
| nº | Titolo originale   | Titolo italiano            | Prima TV USA     | Prima TV Italia  |
| -- | ------------------ | -------------------------- | ---------------- | ---------------- |
| 1  | The Pants Tent     | Una serata da dimenticare  | 15 ottobre 2000  | 16 febbraio 2005 |
| 2  | Ted and Mary       | Ted e Mary                 | 22 ottobre 2000  |                  |
| 3  | Porno Gil          | Incubo porno               | 29 ottobre 2000  |                  |
| 4  | The Bracelet       | Il braccialetto            | 5 novembre 2000  |                  |
| 5  | Interior Decorator | L'arredatrice d'interni    | 12 novembre 2000 |                  |
| 6  | The Wire           | Il filo dell'alta tensione | 19 novembre 2000 |                  |
| 7  | AAMCO              | La Chevrolet del '57       | 26 novembre 2000 |                  |
| 8  | Beloved Aunt       | Il necrologio              | 3 dicembre 2000  |                  |
| 9  | Affirmative Action | La prescrizione            | 10 dicembre 2000 |                  |
| 10 | The Group          | I monologhi della vagina   | 17 dicembre 2000 |                  |